# Pierre Couinaud
Pierre Couinaud est un homme politique français, né le 28 octobre 1891 à Nevers (Nièvre) et décédé le 20 avril 1967 à Argentan (Orne).

## Biographie
Fils d'un magistrat, futur président de la Cour d'assises de la Seine, Pierre Couinaud choisit de mener des études médicales. Admis à l'internat des hôpitaux de Paris en 1913, il est mobilisé l'année suivante comme médecin-auxiliaire et participe à la première guerre mondiale. Promu pendant le conflit au grade de lieutenant, il est décoré de la croix de guerre.
Il reprend ensuite ses études de médecine, et à partir de 1922 exerce comme chirurgien à l'hôpital d'Argentan. Il y ouvre ensuite une clinique privée.
De nouveau mobilisé en 1939, il participe à la seconde guerre mondiale comme médecin-capitaine, avant d'être promu au grade de commandant.
De retour à la vie civile après l'armistice, il s'engage dans la résistance, au sein du réseau Centurie. Dénoncé aux allemands en mai 1944, il est arrêté, emprisonné à Compiègne puis déporté à Neuengamme, puis Auschwitz et enfin Ebensee.
Son attitude pendant la guerre lui vaut la croix de guerre, la médaille de la résistance, et la légion d'honneur, ordre dans lequel il sera promu au grade d'officier en 1961.
Sa notoriété locale est telle qu'en avril 1945, il est élu conseiller municipal d'Argentan alors qu'il n'est pas encore revenu en France.
Adhérant de la première heure du Rassemblement du Peuple Français, c'est sous cette étiquette qu'il est élu maire-adjoint en 1947, puis en 1948 au Conseil de la République.
Cette même année, il fait l'acquisition d'un hebdomadaire local, le Journal de l'Orne.
Chef de file incontesté des gaullistes de l'Orne, il préfère laisser à Paul Pelleraye la tête de la liste RPF pour les élections législatives de 1951, ce qui ne l'empêche pas d'être élu député. Il abandonne alors son mandat de sénateur.
Il s'éloigne cependant des positions gaullistes en votant, en mars 1952, pour l'investiture d'Antoine Pinay, ce qui provoque une rupture avec le RPF. Il siège alors à l'assemblée au sein du groupe de l'Action républicaine et sociale.
En janvier 1953, il est nommé par René Mayer secrétaire d'Etat à la santé publique et à la population, fonction qu'il conserve jusqu'à la chute du gouvernement, à la fin du mois de juin.
Entre-temps, il a été élu maire d'Argentan lors des municipales de mars.
S'étant rapproché de la droite classique, il mène en 1956 la liste du CNI aux législatives, et est réélu député.
En 1958, il apporte au soutien au retour de Charles de Gaulle au pouvoir. Mais, lors des législatives de novembre, il fait face à l'hostilité de l'UNR locale, qui se rappelle les positions violemment antigaullistes qu'il avait défendu lors de la campagne de 1956. Dans la troisième circonscription de l'Orne, Pierre Couinaud est battu de peu par Emile Halbout, qui avait obtenu le soutien de l'UNR.
Affecté par cet échec, et compte tenu d'un état de santé déclinant, il se retire progressivement de la vie politique, démissionnant en 1960 de son mandat de maire et ne se représentant pas aux municipales de 1965.

## Fonctions
- Secrétaire d'État à la Santé publique et à la Population du gouvernement René Mayer (du 10 janvier au 21 mai 1953)
- Député RPF de l'Orne (1951-1958)
- Sénateur RPF de l'Orne (1948-1951)